# Museu de Fundatie
El Museu De Fundatie és un museu d'arts visuals situat a Zwolle (Països Baixos). Forma part de la Fundació Hannema de Stuers. Té una col·lecció d'arts visuals des de la baixa edat mitjana fins al present, reunida per Dirk Hannema, l'exdirector del Museu Boijmans Van Beuningen. Hi ha una col·lecció permanent i cada tres mesos una exposició temporal. El 2015, el museu va acollir un rècord de 310.000 visitants.

## Col·lecció

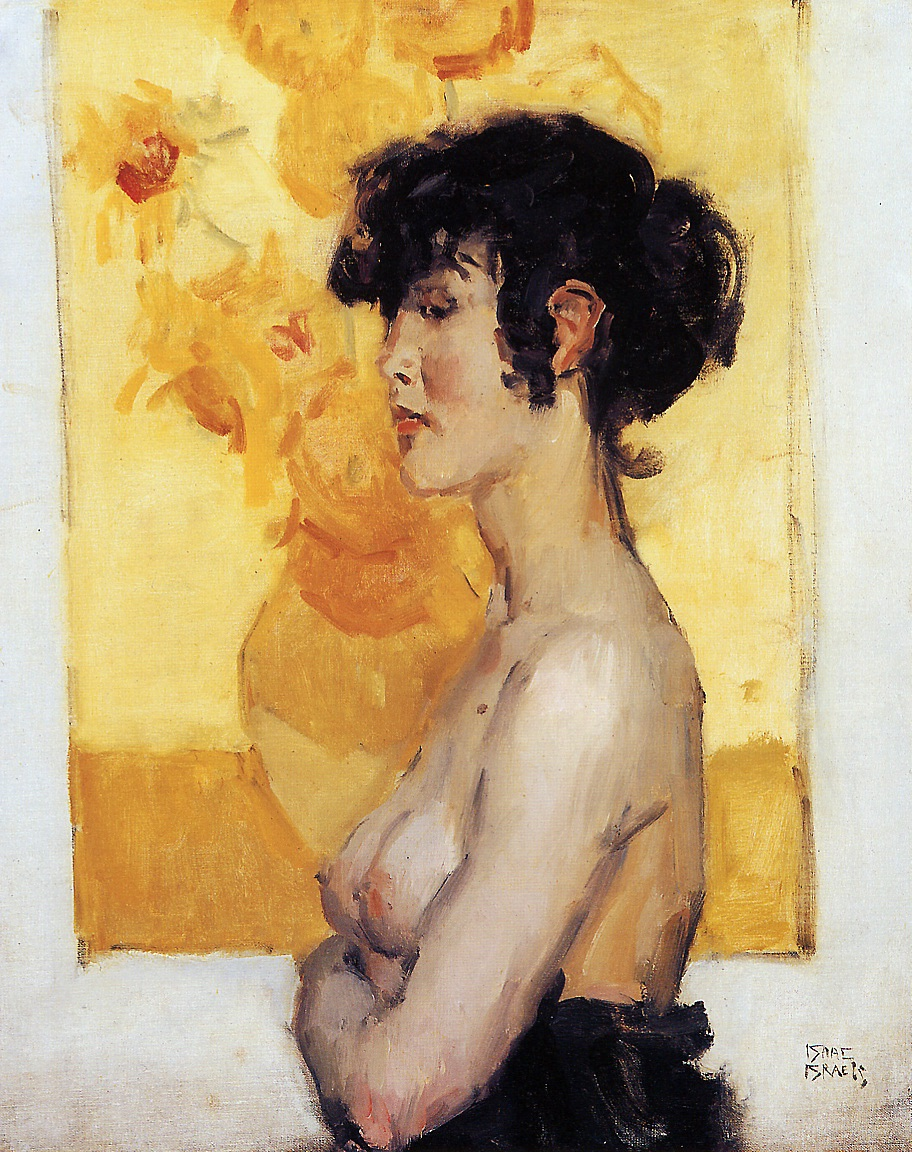
Dona davant d'Els gira-sols de Van Gogh, d'Isaac Israëls.

Entre d'altres, la col·lecció inclou obres de Corneille, Paul Citroen, Jan Toorop, Charley Toorop, Isaac Israëls, Jan Weissenbruch, Piet Mondriaan, Ossip Zadkine, Rodin, Karel Appel, Jan Cremer, William Turner, Vincent van Gogh, Franz Marc, Antonio Canova i Bernardo Strozzi.